# Argelander (cràter)

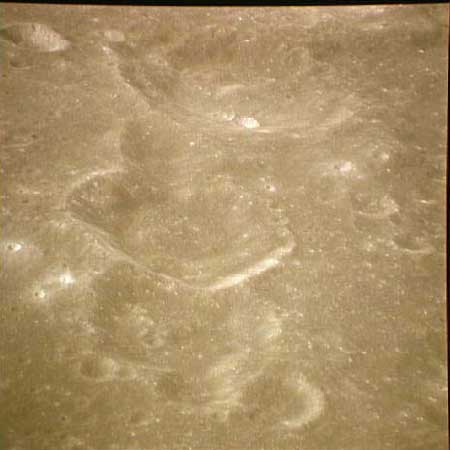
Fotografia de la missió Apollo 16

Argelander és un cràter d'impacte lunar que es troba a les terres altes del centre-sud de la Lluna. Es troba en el punt mitjà entre el cràter de menor grandària Vogel al nord i el més gran Airy al sud. Al nord-oest estan les restes desgastades de Parrot. Just a l'oest se situa una esquerda poc profunda en la superfície que segueix un curs cap al nord-nord-oest, creuant la vora sud-est de Parrot.
La vora d'Argelander està lleugerament desgastada i presenta algunes denticions, encara que està menys distorsionat que Airy cap al sud. La part inferior és relativament plana i té una petita elevació central. Hi ha una depressió corbada en la superfície després de la vora occidental, donant a la paret un perfil en rampa en aquest costat.

## Cràters satèl·lit
Per convenció aquests elements són identificats en els mapes lunars posant la lletra en el costat del punt mitjà del cràter que està més prop d'Argelander.
|            | \| Argelander \| Coordenades \| Diàmetre \| \| ---------- \| ---------------------------------- \| -------- \| \| A \| 16° 30′ S, 6° 48′ E / 16.5°S,6.8°E \| 9 km \| \| B \| 15° 30′ S, 5° 06′ E / 15.5°S,5.1°E \| 6 km \| \| C \| 16° 18′ S, 5° 42′ E / 16.3°S,5.7°E \| 4 km \| \| D \| 17° 36′ S, 4° 24′ E / 17.6°S,4.4°E \| 11 km \| \| W \| 16° 42′ S, 4° 12′ E / 16.7°S,4.2°E \| 19 km \| |          |
| Argelander | Coordenades | Diàmetre |
| A          | 16° 30′ S, 6° 48′ E / 16.5°S,6.8°E | 9 km     |
| B          | 15° 30′ S, 5° 06′ E / 15.5°S,5.1°E | 6 km     |
| C          | 16° 18′ S, 5° 42′ E / 16.3°S,5.7°E | 4 km     |
| D          | 17° 36′ S, 4° 24′ E / 17.6°S,4.4°E | 11 km    |
| W          | 16° 42′ S, 4° 12′ E / 16.7°S,4.2°E | 19 km    |